# Debdeb
Debdeb (în arabă دبداب) este o comună din provincia Illizi, Algeria.
Populația comunei este de 4.341 de locuitori (2008).